# وريسبوري (باركشير)
وريسبوري (بالإنجليزية: Wraysbury)‏ هي قرية و أبرشية مدنية تقع في المملكة المتحدة في إنجلترا.  يقدر عدد سكانها بـ 3,641 نسمة .